# 南方站 (宮崎縣)
南方站（日语：／ Minamikata eki */?）是日本宮崎縣宮崎市、屬於九州旅客鐵道（JR九州）日南線的鐵路車站。

## 背景
最初私營的宮崎輕便鐵道（後改名為宮崎鐵道）開通南宮崎站與內海站間的路線，本站於1913年10月31日開業。但隨宮崎鐵道於1962年7月1日停業，本站被廢站。後來日本國鐵利用該路線，將當時的志布志線由北鄉向南宮崎延伸。1963年5月8日路線完成並更名為日南線，本站得以重新開業。

## 車站構結
採用簡易車站設計，不設有站房，從路面可以直接進入月台範圍；亦只設有一座側式月台，長度約為90米，並在出入口旁設置一張有蓋的候車亭而已。
本站位於住宅區，車站東側全為農田，西側為相對密集的住宅區，但使用人數一直也處於較低水平。
列車到站時，往宮崎方向為左側上落、往志布志方向為右側上落。
| 路線    | 上下行 | 方向                         |
| ------- | ------ | ---------------------------- |
| ■日南線 | 上行   | 南宮崎、宮崎方向             |
| ■日南線 | 下行   | 青島、油津、南鄉、志布志方向 |

## 歷史

### 宮崎輕便鐵道、宮崎鐵道、宮崎交通年代
- 1913年10月31日：宮崎輕便鐵道赤江～內海開通，本站開業，等級為「簡易停車站」。
- 1914年7月15日：昇格為停車站。
- 1920年6月26日：宮崎輕便鐵道改稱為「宮崎鐵道」[4]
- 1943年8月24日：因應戰時企業統合政策，宮崎鐵道併入「宮崎交通」內。
- 1962年7月1日：首度因廢線而廢站。

### 國鐵、JR年代
- 1963年5月8日：日本國有鐵道志布志線由北鄉伸延至南宮崎，並改稱為日南線，本站以國鐵車站身份重開[1][5]，為無人站[6]。
- 1978年3月：月台增長20米，有效長度改為90米[7]。
- 1987年4月1日：隨國鐵分割民營化、管理權改田九州旅客鉄道（JR九州）繼承[5]。
- 2022年4月1日：隨九州旅客鐵道宮崎支社（日语：九州旅客鉄道宮崎支社）成立，從鹿兒島支社轉移[8]。
- 2025年度內：預計可以使用IC卡「SUGOCA」[9][10]。

## 使用人數
直在2016年度，本站1日平均乘車人次均於宮崎縣統計年鑑中發表，由於使用人數稀少，JR九州自2016年度起再沒有公佈本站的使用人數，除了2019年度因超過100人而被列入附錄表外，其餘年份均未能表列。
| 年度     | 1日平均 乘車人次 |
| -------- | ---------------- |
| 1996     | 72               |
| 1997     | 77               |
| 1998     | 72               |
| 1999     | 62               |
| 2000     | 53               |
| 2001     | 48               |
| 2002     | 48               |
| 2003     | 46               |
| 2004     | 53               |
| 2005     | 55               |
| 2006     | 54               |
| 2007     | 54               |
| 2008     | 69               |
| 2009     | 68               |
| 2010     | 61               |
| 2011     | 54               |
| 2012     | 64               |
| 2013     | 66               |
| 2014     | 76               |
| 2015     | 89               |
| 2016     | 91               |
| 2017     | <100             |
| 2018     | <100             |
| 2019     | >100             |
| 2020以後 | <100             |

## 相鄰車站
九州旅客鐵道（JR九州）
■日南線
■觀光特急「海幸山幸」號、■快速「日南Marine號」
通過
■普通
田吉－南方－木花

## 外部連結
- JR九州 － 南方車站 （页面存档备份，存于）（日語）